# Тегеран (телесеріал)
«Тегеран» (івр. טהרן, англ. Tehran) — ізраїльський телесеріал, шпигунський трилер, створений Моше Зондером для суспільного телеканалу Kan 11. Герої фільму говорять англійською, фарсі та івритом. Автори сценарію — Моше Зондер та Омрі Шенхар, режисер — Даніель (Дані) Сиркін.
Фільм розповідає про драматичне життя людей та роботу спецслужб на тлі сучасного ізраїльсько-іранського конфлікту. Особливістю є відсутність демонізації ворога — іранців: персонажі представлені звичайними людьми, зі своїми вадами та додатними рисами; добрі і достойні та погані і аморальні вчинки допускають обидві сторони.
Прем'єра серіалу відбулася в Ізраїлі 22 червня 2020 року, на платформі Apple TV+ він став доступним для світового глядача 25 вересня 2020 року. Телесеріал знімався в Атенах (Греція). Другий сезон вийшов у травні та липні 2022 року.

## Сюжет
Головна героїня Тамар Рабінян, молода єврейка, яка народилася в Ірані, але, після втечі батьків від режиму ісламістів, виросла в Ізраїлі, є агентом «Моссад», комп'ютерним хакером, відправленим із таємною місією в іранську столицю. Її завдання — вивести з ладу енергосистему Тегерану для нейтралізації протиповітряної оборони перед атакою ізраїльської авіації на іранський ядерний реактор.
Під час влаштованою «Моссадом» аварійної посадки в аеропорту Тегерана пасажирського літака, що летить з Йорданії в Індію, Тамар обмінюється одягом із місцевою жінкою, працівницею електричної компанії, але шпигунку випадково зустрічає та впізнає інша пасажирка, тимчасово затримана іранською службою безпеки молода ізраїльтянка, що служила на одній із нею військовій базі. Свідками цього стають офіцери іранської контррозвідки, які також помічають підміну пасажирок.
Тамар, якій не вдається виконати місію за початковим планом, підозрює зраду місцевого резидента, обрубує всі зв'язки і намагається самотужки виконати завдання та вибратися із Тегерана. Тим часом за цю справу береться досвідчений іранський оперативник, а нині керівник спеціального відділу Вартових революції Фараз Камалі.
У другому сезоні, який вийшов 6 травня — 16 липня 2022 року, Тамар Равінян вирушає на іншу місію з новим партнером.

## Список епізодів

### Перший сезон (2020 рік)
| Епізоди                         | Оригінальна назва                            | Опис | Прем'єра       | Прем'єра        |
| Епізоди                         | Оригінальна назва                            | Опис | Kan 11         | Apple TV+       |
| ------------------------------- | -------------------------------------------- | --- | -------------- | --------------- |
| 1. Аварійна посадка в Тегерані  | Emergency Landing in Tehran נחיתת אונס בטהרן | Тамар Рабінян, талановита хакера й агентка Моссада проникає в Тегеран, щоб знешкодити радіолокаційну систему іранської армії. Це має дозволити ізраїльським ВПС розбомбити іранську атомну станцію.                                                                                                 | 22 червня 2020 | 25 вересня 2020 |
| 2. Кров на її руках             | Blood on Her Hands דם על הידיים              | Після випадкового убивства в електричній компанії всі працівники, включаючи Тамар, яка проникла туди під чужим ім'ям, затримані для допиту. Місцевий агент Моссада Масуд Табрізі намагається витягнути її будь-якими способами. У цей час іранський контррозвідник Фараз Камалі вираховує шпигунку. | 22 червня 2020 | 25 вересня 2020 |
| 3. Дівчинка Ясмін               | Yasamin's Girl הילדה של ג'סמין               | Тамар ховається в будинку своєї тітки Арезу, яка прийняла іслам і залишилася в Ірані зі своєю родиною. Ізраїльтянка, переслідувана Табрізі і Камалі, обриває всі контакти і намагається самостійно вибратися за кордон.                                                                             | 29 червня 2020 | 25 вересня 2020 |
| 4. Шакіра і Хворий              | Shakira and Sickboy שאקירה וסיקבוי           | Тамар знаходить притулок у комуні молодих дисидентів, незгодних з ісламізацією країни. Її стосунки з новим-старим знайомим Міладом переростають у романтичні. Хлопець допомагає дівчині, не знаючи, хто вона насправді. Фараз заарештовує Тебрізі. Моссад планує рятувальну місію.                  | 29 червня 2020 | 2 жовтня 2020   |
| 5. Інший Іран                   | The Other Iran איראן האחרת                   | Тамар і Мілад вирушають з комуною до підпільного рейву, де від дівчини вимагають довести свою вірність молодіжному руху опору. Сутичка Фараза і Тебрізі доходить до точки кипіння, і їм обом доводиться приймати вирішальні рішення.                                                                | 6 липня 2020   | 8 жовтня 2020   |
| 6. Інженер                      | The Engineer המהנדס                          | Тамар і Мілад повертаються до Тегерану і вимагають потрібних дій від своїх — Моссада і іранського чиновника. Керівниця Тамар, Кадош, намагається переконати голову Моссада, Горева, схвалити план розвідниці. Фараз, незважаючи на загрозу його дружині, йде на крайні міри.                        | 13 липня 2020  | 16 жовтня 2020  |
| 7. Батько Тамар                 | Tamar's Father אבא של תמר                    | Після інциденту в комуні пригнічена Тамар намагається врятувати Мілада. Тимчасом Кадош вимагає від неї опанувати себе, аби виконати важливу операцію. Тамар не знає, яка загроза нависла над її батьком у Стамбулі внаслідок прямого конфлікту Моссаду і Фараза.                                    | 20 липня 2020  | 23 жовтня 2020  |
| 8. П'ять годин до бомбардування | 5 שעות להפצצה                                | Група ізраїльських літаків прямує до іранської атомної станції. Тамар, Мілад і Кадош розпочинають операцію з тимчасового виключення системи зенітної оборони. По їхніх слідах іде Фараз, загрожуючи успіху операції.                                                                                | 27 липня 2020  | 30 жовтня 2020  |

### Другий сезон (2022 рік)
| Епізоди                            | Оригінальна назва                      | Опис | Прем'єра       | Прем'єра |
| Епізоди                            | Оригінальна назва                      | Опис | Apple TV+      | Kan 11   |
| ---------------------------------- | -------------------------------------- | ---- | -------------- | -------- |
| 1. 13 000                          | 13,000                                 |      | 6 травня 2022  |          |
| 2. Зміна плану                     | Change of Plan שינוי בתוכנית           |      | 6 травня 2022  |          |
| 3. ПТСР                            | PTSD הילדה של ג'סמין                   |      | 12 травня 2022 |          |
| 4. Багаті дітки                    | The Rich Kids בני עשירים               |      | 19 травня 2022 |          |
| 5. Подвійна помилка                | Double Fault טעות כפולה                |      | 26 травня 2022 |          |
| 6. Вибір Фараза                    | Faraz's Choice הבחירה של פראז          |      | 2 липня 2022   |          |
| 7. Бетті                           | Betty בטי                              |      | 9 липня 2022   |          |
| 8. Остання глава: Криваві похорони | Blood Funeral פרק אחרון: הלוויית הדמים |      | 16 липня 2022  |          |

## Акторський склад
- Нів Султан — Тамар Рабінян, ізраїльська розвідниця, комп'ютерна фахівчиня
- Шаун Тоуб[en] — Фараз Камалі, керівник контррозвідувального підрозділу вартових Ісламської революції
- Навід Негабан[en] — Масуд Табрізі, власник туристичного агентства, завербований ізраїльською розвідкою